# Zenon Przesmycki
Zenon Franciszek Przesmycki (22. prosince 1861, Radzyń Podlaski – 17. října 1944, Varšava) byl polský redaktor, literární kritik, básník a překladatel, představitel uměleckého hnutí Mladé Polsko.

## Život
Pocházel ze šlechtické rodiny. Vystudoval práva na Varšavské univerzitě, na které byl od roku 1880 členem a později tajemníkem Českého kroužku. Redigoval literární časopis Życie, v němž propagoval parnasismus a symbolismus. Hlásil se k uměleckému hnutí Mladé Polsko (Młoda Polska), které dostalo svůj název podle cyklu článků, které právě v časopise Życie vydal roku 1898 Artur Górski. V letech 1901–1907 redigoval modernistický časopis Chimera. Dlouho pobýval v Paříži a ve Vídni a při svých zahraničních pobytech navázal přátelské styky s českými básníky Vrchlickým, Zeyerem, Březinou a Macharem.

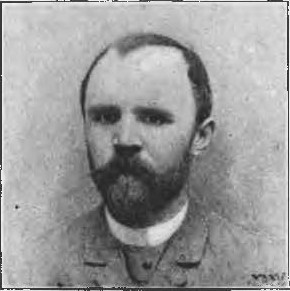
Zenon Przesmycki roku 1893

Roku 1903 se oženil s Anielou de Hoene (1867–1938), majitelkou a ředitelkou dívčího gymnázia ve Varšavě.
Byl vyznavačem čistého umění a lartpourlartismu. Obhajoval myšlenku elitní kultury určené jen pro malou skupinu citlivých a vzdělaných lidí. V časopise Chimera „znovu objevil“ romantického básníka Cypriana Kamila Norwida. Ve svých kritických článcích a studiích se stal zprostředkovatelem mezi polským a evropským modernismem, všímal si i výtvarného umění.
Překládal díla evropských romantiků, parnasistů a symbolistů (Mallarmé, Rimbaud, Verlaine, Gide, Maeterlinck, Nietzsche, Kierkegaard, Browning) i české básníky (Březina, Vrchlický, Zeyer). 
Po osamostatnění Polska byl v letech 1919–1920 ministrem kultury a umění. Kromě toho byl prezidentem Polské společnosti pro ochranu autorských práv a členem Polské akademie literatury. Během varšavského povstání v roce 1944 byl zraněn a na následky zranění zemřel v povstalecké nemocnici.

## Výběrová bibliografie
- Maurycy Maeterlinck i jego stanowisko we współczesnej poezji belgijskiej (1891, Maurice Maeterlinck a jeho pozice v současné belgické poezii), studie.
- Z czary młodości: Liryczny pamiętnik duszy (1893, Z číše mládí: Lyrický památník duše), básnická sbírka vydaná pod pseudonymem Miriam.
- Los geniuszów (1901, Osud geniů), článek.
- Walka ze sztuką (1901, Boj s uměním), článek.
- Pro arte (1914), soubor literárních kritik.

## Česká vydání
- Básně Miriamovy, Praha: Ignác Leopold Kober 1886, přeložil Jan Evangelista Nečas.
- Polská moderní poesie III., Praha: Jan Otto, 1933, přeložil František Kvapil, antologie obsahuje také autorovy verše.

## Ocenění
- Komandér Řádu čestné legie.[4]
- Komturský kříž Řádu znovuzrozeného Polska (1924).[6]
- Komandér Řádu Bílého lva (1928).[7]